# Dragonframe
 (juin 2021).
Si vous disposez d'ouvrages ou d'articles de référence ou si vous connaissez des sites web de qualité traitant du thème abordé ici, merci de compléter l'article en donnant les références utiles à sa vérifiabilité et en les liant à la section « Notes et références ».
Dragonframe est un logiciel américain d'animation en volume pour Windows, macOS et Linux, créé en 2008.
Dragonframe a notamment été utilisé sur les films Frankenweenie, Caroline, The Boxtrolls, ParaNorman, ainsi que sur la série Shaun le mouton. Développé par deux frères, Jamie et Dyami Caliri, à l'occasion du tournage d'une publicité pour United Airlines intitulée The Dragon, le logiciel a ensuite été développé en produit à usage commercial et distribué par DZED Systems.
Le logiciel permet de contrôler précisément les réglages d'une caméra numérique, en particulier l'éclairage et le mouvement. Il permet de manipuler la caméra et la scène, puis de combiner les images en séquences animées. Les animateurs peuvent voir plusieurs images superposées pour les comparer, et prévisualiser des séquences d'images sur un arrière-plan en mouvement.